# Extreme
Extreme es una banda de rock estadounidense que logró popularidad a finales de los 80 y principios de los 90.
Algunas de las influencias de Extreme son Queen, Led Zeppelin y Van Halen (Gary Cherone se unió a Van Halen por un tiempo para luego retirarse). Extreme clasifica su música como "Funky Metal".
Extreme ha publicado cinco álbumes de estudio, dos EP (en Japón) y dos compilaciones desde su formación. La banda fue una de las más exitosas de principios de los años 1990, con venta de más de 10 millones de álbumes en todo el mundo. Extreme saltó a la fama en 1990 con el álbum Extreme II: Pornograffitti, que llegó a su punto máximo en el número 10 en la Billboard 200 y fue certificado oro en mayo de 1991 y 2x multiplatino en octubre de 1992. Este álbum también contó con la balada acústica hit single "More Than Words" (Más que palabras), que alcanzó el número 1 en Billboard Hot 100 en los Estados Unidos.

## Historia

### Primeros años (1985-1989)
Extreme se formó en Malden, Massachusetts, en 1985. El vocalista Gary Cherone formaba parte de una banda con el baterista Paul Geary y el guitarrista Nuno Bettencourt se encontraba en una banda con el bajista Pat Badger. Después de un altercado entre los grupos por los camerinos asignados, Cherone, Geary, Bettencourt y Badger deciden formar una nueva banda.
Bettencourt y Cherone comenzaron a componer juntos, haciendo numerosos espectáculos en el área de Boston. La banda poco a poco consiguió seguidores locales y fue nombrado "Outstanding Hard Rock / Heavy Metal Act" en el Boston Music Awards en 1986 y 1987.
La banda había acumulado aproximadamente 55 canciones en el momento en que el director de la discográfica A&R, Bryan Huttenhower les contrató en 1988. La banda, editó su álbum debut, Extreme en 1989. El primer sencillo fue "Kid Ego", una canción que Cherone pudo más tarde admitir que le hizo encogerse. La última pista del álbum, "Play With Me", fue utilizado en la canción "mall chase" de Bill & Ted's Excellent Adventure, de igual manera siendo una de las canciones del juego Guitar Hero.

### Éxito (1990-1993)
Las moderadas ventas del primer disco eran suficientes para apoyar una segunda versión. Michael Wagener, quien había trabajado anteriormente con Dokken y White Lion, produjo Extreme II: Pornograffitti en 1990.
La maestría que Bettencourt mostró a la guitarra, fue una ambiciosa y compleja mezcla de funk, pop y sonidos Glam metal. El álbum giró en torno a un concepto suelto a través de un decadente, degradada y corrupta sociedad. "Decadence dance" y "Get the Funk Out" fueron puestos a la venta como sencillos. "Get the Funk Out" alcanzó el número 19 en el Reino Unido en junio de 1991. No entró en listas en los Estados Unidos, el álbum había caído en las listas cuando A&M envió el tercer sencillo a una serie de emisoras de radio de Arizona.
La balada acústica "More Than Words" entró en el Hot 100 el 23 de marzo de 1991, en el número 81. Más tarde se convirtió en un enorme éxito, llegando al Número 1 en el Billboard Hot 100 de los Estados Unidos. El siguiente tema, "Hole Hearted", otro tema acústico de dulce melodía-, también fue éxito, número 4 en las listas Billboard.
La banda comenzó la grabación de su tercer álbum en 1992. Su aparición en el concierto homenaje a Freddie Mercury, en abril de 1992 interrumpió las sesiones de grabación, pero dio a la banda un considerable éxito y la posibilidad de tocar con otras exitosas formaciones de rock como Def Leppard, Guns N' Roses y Metallica.
III Sides to Every Story, un complejo, ecléctico y ambicioso álbum, fue puesto a la venta el 22 de septiembre de 1992. Las ventas no fueron muy buenas, a pesar de registrar la buena recepción de la crítica. El video para el primer sencillo, "Rest in Peace", fue inspirado en un corto del National Film Board de Canadá llamada Vecinos. La banda fue demandada, pero rápidamente fue absuelta por los tribunales. Volviendo a hacer una nueva versión del videoclip. El álbum contenía temas notablemente cristianos, presumiblemente de Cherone, quien señaló en las entrevistas que se interesa en los predicadores evangélicos. Los siguientes sencillos fueron "Tragic Comic" cuyo videoclip era bastante cómico y "Stop the World". La compañía esperaba otra gran balada tipo "More Than Words", pero el grupo se negó a repetir dicha fórmula, e intentó renovar el sonido, siendo uno de sus mejores álbumes pese a las ventas.

### Entrada de Mangini a la banda (1994-1996)
Antes de la aparición de la banda en el Donington Festival Monsters of Rock, el verano de 1994, Mike Mangini (ex Annihilator), sustituyó a Geary en la batería, que abandonó la formación.
El posterior disco fue Waiting for the Punchline, publicado el 7 de febrero de 1995, que contenía los sencillos "Hip Today", "There Is No God" y "Cynical". Tuvo menos éxito que el disco anterior III Sides to Every Story, posiblemente por la puesta en escena del grunge, capitaneada por Nirvana. El estilo de este disco estaba bastante influenciado por este movimiento, lo que hizo que los fanes del grupo se sintieran traicionados, dando la espalda al disco. Quizá la presión de la discográfica por conseguir un nuevo éxito, la falta de creatividad, propició la disolución en 1996, en términos amistosos.

### Post-ruptura (1997-2003)
En 1996, Gary Cherone se unió a Van Halen, tras la marcha de Sammy Hagar, publicando el álbum Van Halen III, en 1998, abandonando el grupo en 1999 y más tarde formando Tribe of Judah, que publicó un álbum llamado Exit Elvis en 2002. En 2005, Gary publicó un EP con cuatro temas, titulado Need I Say More.
Nuno Bettencourt llegó a sacar un álbum en solitario titulado Schizophonic en 1996. En 1998 formó un grupo llamado Mourning Widows sacando un álbum con ese mismo nombre ese año y un siguiente álbum, Furnished Souls for Rent en el año 2000. Tras la disolución de esa banda, participó en la banda sonora para la película Smart People, lanzó otro álbum en solitario, Population 1 en 2002, en el cual tocaba la gran parte de los instrumentos del disco. Formó otra banda, que decidió llamar con el nombre de Population 1 y sacaron el álbum Sessions from Room Four en 2004. Se cambió el nombre de la banda a Dramagods y creó el siguiente titulado Love en 2006.
En el año 2000, la compañía pone a la venta un recopilatorio de Extreme con 13 temas, An Accidental Collication of Atoms: The Best of Extreme, que recoge, lo mejor del grupo. En el 2002 sale otro recopilatorio con éxitos de la banda titulado 20th Century Masters - The Millennium Collection: The Best of Extreme, este con 10 temas.

### Reunión (2004-presente)
Decidieron volverse a unir para una breve gira en 2004 tocando en su ciudad natal de Boston, en el aniversario de WAAF, así como en algunos conciertos en Japón y Azores. Después de un alto durante el año 2005, la banda regresó en 2006 con la formación clásica del Pornograffitti, hasta hacer una pequeña gira en Nueva Inglaterra.
El 26 de noviembre de 2007, la banda anunció planes para una gira mundial durante el verano de 2008, con King's X, así como una fecha de lanzamiento y etiqueta para el nuevo álbum, Saudades de Rock, producido por Bettencourt. Kevin Figueiredo, que tocaba con Bettencourt en DramaGods, se hizo cargo de la batería. El miembro original baterista Paul Geary sigue involucrado con la banda aunque en un puesto de gestión. Los sencillos del álbum están disponibles en su MySpace, incluida "Star", el primer sencillo muy al estilo de Queen. Con la consiguiente gira mundial.
En 2016 por el 25 aniversario de su álbum Pornograffitti, hicieron conciertos por USA para conmemorar dicho evento y han sacado un DVD, CD y LP del show efectuado en Las Vegas el 30 de mayo del pasado año.
El DVD fue dirigido por el prestigioso director Brian Lockwood, que tan bien ha dirigido material de gente de la talla de Bon Jovi, Metallica o Motley Crue.

## Discografía

### Álbumes de estudio
- Extreme (1989)
- Extreme II: Pornograffitti (1990)
- III Sides to Every Story (1992)
- Waiting for the Punchline (1995)
- Saudades de Rock (2008)
- Six (2023)

| Detalles del álbum                                                                                  | Máxima posición en listas | Máxima posición en listas | Máxima posición en listas | Máxima posición en listas | Máxima posición en listas | Máxima posición en listas | Máxima posición en listas | Máxima posición en listas | Ventas de copias certificadas                                      |
| Detalles del álbum                                                                                  | US                        | AUS                       | AUT                       | JPN                       | NLD                       | NOR                       | SWE                       | UK                        | Ventas de copias certificadas                                      |
| --------------------------------------------------------------------------------------------------- | ------------------------- | ------------------------- | ------------------------- | ------------------------- | ------------------------- | ------------------------- | ------------------------- | ------------------------- | ------------------------------------------------------------------ |
| Extreme - Released: 14 de marzo de 1989 - Label: A&M - Format: CD, casete, LP                       | 80                        | 97                        | —                         | —                         | —                         | —                         | —                         | —                         | - US: 300,000+                                                     |
| Extreme II: Pornograffitti - Released: 7 de agosto de 1990 - Label: A&M - Format: CD, casete, LP    | 10                        | 27                        | 17                        | 32                        | 16                        | 20                        | 37                        | 12                        | - RIAA: 2× Platinum - BPI: Platinum - MC: 3× Platinum - ARIA: Gold |
| III Sides to Every Story - Released: 22 de septiembre de 1992 - Label: A&M - Format: CD, casete, LP | 10                        | 42                        | 27                        | 5                         | 13                        | 17                        | 14                        | 2                         | - RIAA: Gold - BPI: Platinum - MC: Platinum                        |
| Waiting for the Punchline - Released: 19 de enero de 1995 - Label: A&M - Format: CD, casete, LP     | 40                        | 51                        | 37                        | 4                         | 65                        | —                         | 29                        | 10                        | - US: 100,000+                                                     |
| Saudades de Rock - Released: 12 de agosto de 2008 - Label: Open E - Format: CD                      | 78                        | —                         | —                         | 13                        | —                         | —                         | —                         | 146                       |                                                                    |
| "—" denotes releases that did not chart.                                                            |                           |                           |                           |                           |                           |                           |                           |                           |                                                                    |

### Álbumes en vivo
| Album details                                                                                 | Peak chart positions | Peak chart positions | Peak chart positions | Peak chart positions | Peak chart positions | Peak chart positions | Peak chart positions | Peak chart positions |
| Album details                                                                                 | US                   | AUS                  | AUT                  | JPN                  | NLD                  | NOR                  | SWE                  | UK                   |
| --------------------------------------------------------------------------------------------- | -------------------- | -------------------- | -------------------- | -------------------- | -------------------- | -------------------- | -------------------- | -------------------- |
| Take Us Alive - Released: 4 de mayo de 2010 - Label: Frontiers - Format: CD, digital download | —                    | —                    | —                    | 110                  | —                    | —                    | —                    | —                    |
| "—" denotes releases that did not chart.                                                      |                      |                      |                      |                      |                      |                      |                      |                      |

### Extended plays
| Album details                                                                      | Peak chart positions | Peak chart positions | Peak chart positions | Peak chart positions | Peak chart positions | Peak chart positions | Peak chart positions | Peak chart positions |
| Album details                                                                      | US                   | AUS                  | AUT                  | JPN                  | NLD                  | NOR                  | SWE                  | UK                   |
| ---------------------------------------------------------------------------------- | -------------------- | -------------------- | -------------------- | -------------------- | -------------------- | -------------------- | -------------------- | -------------------- |
| Extragraffitti - Released: 1990 - Label: Japanese Release - Format: CD             | —                    | —                    | —                    | —                    | —                    | —                    | —                    | —                    |
| Running Gag - Released: 30 de junio de 1995 - Label: Japanese Release - Format: CD | —                    | —                    | —                    | 69                   | —                    | —                    | —                    | —                    |
| "—" denotes releases that did not chart.                                           |                      |                      |                      |                      |                      |                      |                      |                      |

### Recopilaciones
| Album details | Peak chart positions | Peak chart positions | Peak chart positions | Peak chart positions | Peak chart positions | Peak chart positions | Peak chart positions | Peak chart positions |
| Album details | US                   | AUS                  | AUT                  | JPN                  | NLD                  | NOR                  | SWE                  | UK                   |
| --- | -------------------- | -------------------- | -------------------- | -------------------- | -------------------- | -------------------- | -------------------- | -------------------- |
| The Best of Extreme: An Accidental Collication of Atoms? - Released: March 1998 - Label: A&M Records - Format: CD | —                    | —                    | —                    | 70                   | —                    | —                    | —                    | —                    |
| The Collection - Released: 2002 - Label: Spectrum Records - Format: CD                                            | —                    | —                    | —                    | —                    | —                    | —                    | —                    | —                    |
| "—" denotes releases that did not chart.                                                                          |                      |                      |                      |                      |                      |                      |                      |                      |

### Sencillos
| Título                                   | Año  | Máxima posición en listas | Máxima posición en listas | Máxima posición en listas | Máxima posición en listas | Máxima posición en listas | Máxima posición en listas | Máxima posición en listas | Máxima posición en listas | Máxima posición en listas | Máxima posición en listas | Máxima posición en listas | Certicaciones                                                               | Álbum                     |
| Título                                   | Año  | US                        | US Main. Rock             | AUS                       | AUT                       | FRA                       | GER                       | NLD                       | NOR                       | SWE                       | SWI                       | UK                        | Certicaciones                                                               | Álbum                     |
| ---------------------------------------- | ---- | ------------------------- | ------------------------- | ------------------------- | ------------------------- | ------------------------- | ------------------------- | ------------------------- | ------------------------- | ------------------------- | ------------------------- | ------------------------- | --------------------------------------------------------------------------- | ------------------------- |
| "Little Girls"                           | 1989 | —                         | —                         | —                         | —                         | —                         | —                         | —                         | —                         | —                         | —                         | —                         |                                                                             | Extreme                   |
| "Kid Ego"                                | 1989 | —                         | 39                        | —                         | —                         | —                         | —                         | —                         | —                         | —                         | —                         | —                         |                                                                             | Extreme                   |
| "Mutha (Don't Wanna Go to School Today)" | 1989 | —                         | —                         | —                         | —                         | —                         | —                         | —                         | —                         | —                         | —                         | —                         |                                                                             | Extreme                   |
| "Play with Me"                           | 1989 | —                         | —                         | —                         | —                         | —                         | —                         | —                         | —                         | —                         | —                         | —                         |                                                                             | Extreme                   |
| "Decadence Dance"                        | 1990 | —                         | —                         | —                         | —                         | —                         | —                         | —                         | —                         | —                         | —                         | 36                        |                                                                             | Pornograffitti            |
| "Get the Funk Out"                       | 1990 | —                         | 34                        | 95                        | —                         | —                         | —                         | 33                        | —                         | —                         | —                         | 19                        |                                                                             | Pornograffitti            |
| "More Than Words"                        | 1991 | 1                         | 12                        | 2                         | 13                        | 8                         | 8                         | 1                         | 4                         | 4                         | 3                         | 2                         | - RIAA: Gold - BPI: Silver - ARIA: Platinum - IFPI SWE: Gold - MC: Platinum | Pornograffitti            |
| "Hole Hearted"                           | 1991 | 4                         | 2                         | 24                        | —                         | —                         | 48                        | 9                         | —                         | 30                        | —                         | 12                        |                                                                             | Pornograffitti            |
| "Song for Love"                          | 1992 | —                         | —                         | —                         | —                         | —                         | —                         | —                         | —                         | —                         | —                         | 12                        |                                                                             | Pornograffitti            |
| "Rest in Peace"                          | 1992 | 96                        | 1                         | 76                        | —                         | —                         | —                         | 31                        | —                         | 24                        | 20                        | 13                        |                                                                             | III Sides to Every Story  |
| "Stop the World"                         | 1993 | 95                        | 9                         | —                         | —                         | —                         | —                         | —                         | —                         | —                         | —                         | 22                        |                                                                             | III Sides to Every Story  |
| "Tragic Comic"                           | 1993 | —                         | —                         | —                         | —                         | —                         | —                         | —                         | —                         | —                         | —                         | 15                        |                                                                             | III Sides to Every Story  |
| "Am I Ever Gonna Change?"                | 1993 | —                         | 10                        | —                         | —                         | —                         | —                         | —                         | —                         | —                         | —                         | —                         |                                                                             | III Sides to Every Story  |
| "Hip Today"                              | 1995 | —                         | 26                        | 99                        | —                         | —                         | —                         | —                         | —                         | —                         | —                         | 44                        |                                                                             | Waiting for the Punchline |
| "Cynical"                                | 1995 | —                         | —                         | —                         | —                         | —                         | —                         | —                         | —                         | —                         | —                         | —                         |                                                                             | Waiting for the Punchline |
| "Star"                                   | 2008 | —                         | —                         | —                         | —                         | —                         | —                         | —                         | —                         | —                         | —                         | —                         |                                                                             | Saudades de Rock          |
| "—" denotes releases that did not chart. |      |                           |                           |                           |                           |                           |                           |                           |                           |                           |                           |                           |                                                                             |                           |